# Under the Daisies; or, As a Tale That Is Told
Under the Daisies; or, As a Tale That Is Told è un cortometraggio muto del 1913 diretto da Van Dyke Brooke.

## Produzione
Il film fu prodotto dalla Vitagraph Company of America.

## Distribuzione
Distribuito dalla General Film Company, il film - un cortometraggio in una bobina - uscì nelle sale cinematografiche statunitensi il 27 settembre 1913. La Favorite Films ne fece una riedizione che venne distribuita sul mercato americano il 14 gennaio 1918.